# Apochthonius colecampi
Espèce
Apochthonius colecampi est une espèce de pseudoscorpions de la famille des Chthoniidae.

## Distribution
Cette espèce est endémique du Missouri aux États-Unis. Elle se rencontre dans la grotte Cole Camp Cave dans le comté de Benton.

## Description
La femelle holotype mesure 2,06 mm.

## Étymologie
Son nom d'espèce lui a été donné en référence au lieu de sa découverte, la grotte Cole Camp Cave.

## Publication originale
- Muchmore, 1967 : New cave pseudoscorpions of the genus Apochthonius (Arachnida: Chelonethida). Ohio Journal of Science, vol. 67, no 2, p. 89-95 (texte intégral).